# The Catalyst (Amaranthe)
The Catalyst è il settimo album in studio del gruppo musicale svedese Amaranthe, pubblicato nel 2024.

## Tracce
Testi e musiche di Olof Mörck e Elize Ryd, eccetto dove indicato.
1. The Catalyst – 3:40
2. Insatiable – 2:59
3. Damnation Flame – 3:33
4. Liberated – 3:06
5. Re-Vision – 3:04
6. Interference – 3:14
7. Stay a Little While – 3:36
8. Ecstasy – 2:58
9. Breaking the Waves – 3:18
10. Outer Dimensions – 3:05
11. Resistance – 2:56
12. Find Life – 3:04

Tracce Bonus
1. Fading Like a Flower (Roxette cover) (Per Gessle)
2. Insatiable (acoustic version)
3. Damnation Flame (orchestral version)
4. Breaking the Waves (acoustic version)
5. The Dragonborn Comes (cover version)

## Formazione
- Olof Mörck – chitarra, tastiera, sintetizzatore
- Elize Ryd – voce
- Morten Løwe Sørensen – batteria
- Johan Andreassen – basso
- Nils Molin – voce
- Mikael Sehlin – voce